# Campeonato Europeo de Bádminton de 1990
El XII Campeonato Europeo de Bádminton se celebró en Moscú (Unión Soviética) del 8 al 14 de abril de 1990 bajo la organización de la Unión Europea de Bádminton (EBU) y la Federación Soviética de Bádminton.

## Medallistas
| Evento               | Oro                                            | Plata                                         | Bronce                                                                                     |
| -------------------- | ---------------------------------------------- | --------------------------------------------- | ------------------------------------------------------------------------------------------ |
| Individual masculino | Stephen Baddeley Inglaterra                    | Darren Hall Inglaterra                        | Stephen Butler Inglaterra Poul-Erik Høyer Larsen Dinamarca                                 |
| Dobles masculino     | Jan Paulsen Henrik Svarrer Dinamarca           | Max Gandrup Thomas Lund Dinamarca             | Mikael Rosen · Peter Axelsson · Suecia Pierre Pelupessy · Alex Meijer · Países Bajos       |
| Individual femenino  | Pernille Nedergaard Dinamarca                  | Fiona Smith Inglaterra                        | Helen Troke · Inglaterra Christine Magnusson · Suecia                                      |
| Dobles femenino      | Dorte Kjær Nettie Nielsen Dinamarca            | Eline Coene · Erica van Dijck · Países Bajos  | Gillian Gowers · Gillian Clark · Inglaterra Maria Bengtsson · Christine Magnusson · Suecia |
| Dobles mixto         | Jon Holst-Christensen Grete Mogensen Dinamarca | Jan-Eric Antonsson · Maria Bengtsson · Suecia | Jan Paulsen Gillian Gowers Dinamarca Inglaterra Jesper Knudsen Nettie Nielsen Dinamarca    |

## Medallero
| Núm. | País         | Oro | Plata | Bronce | Total |
| ---- | ------------ | --- | ----- | ------ | ----- |
| 1    | Dinamarca    | 4   | 1     | 3      | 8     |
| 2    | Inglaterra   | 1   | 2     | 4      | 7     |
| 3    | Suecia       | 0   | 1     | 3      | 4     |
| 4    | Países Bajos | 0   | 1     | 1      | 2     |
|      | TOTAL        | 5   | 5     | 11     | 21    |